# Wojciech Polak
Wojciech Polak (Inowrocław, 19 de dezembro de 1964) é um prelado polonês da Igreja Católica, atual arcebispo de Gniezno, e anteriormente, serviu como bispo auxiliar de Gniezno .

## Biografia

### Juventude
Polak nasceu em 1964 em Inowrocław, no território da arquidiocese. Depois de passar nos exames em 1983, foi admitido no Seminário Maior de Gniezno e em 13 de maio de 1989 foi ordenado ao sacerdócio. Nos anos 1989-1991, foi padre assistente na Igreja de São Martinho e Nicolau em Bydgoszcz.

### Início da carreira
Estudou na Academia Alfonsiana, onde obteve a licenciatura em 1996 e o doutorado em teologia moral. Após seus estudos, ocupou vários cargos, incluindo como prefeito de disciplina do Seminário maior de Gniezno (1995-1999), Reitor do Seminário maior (1999-2003), juiz do Tribunal Eclesiástico, professor de Teologia Moral em no Seminário Maior e, desde 1998, na Faculdade de Teologia da Universidade Adam Mickiewicz de Poznań.
Em 8 de abril de 2003, foi nomeado bispo auxiliar de Gniezno e bispo titular de Mons na Numídia pelo Papa João Paulo II e recebeu a ordenação episcopal em 4 de maio, de Henryk Muszyński, arcebispo primaz da Polônia, coadjuvado por Stanisław Gądecki, arcebispo de Poznań e por Bogdan Józef Wojtuś, bispo auxiliar de Gniezno.
O Papa Bento XVI nomeou-o membro do Conselho Pontifício para a Pastoral dos Migrantes e Itinerantes em 17 de dezembro de 2011.
Em 2009 foi eleito membro do Conselho Permanente da Conferência Episcopal da Polônia e desde 2011 ocupou o cargo de Secretário-Geral. Em 2013 foi eleito Presidente do Grupo pelos contatos com a Igreja Ortodoxa Russa.

### Arcebispo de Gniezno
Em 17 de maio de 2014, o Papa Francisco nomeou Polak arcebispo de Gniezno e, ex officio, primaz da Polônia, substituindo o arcebispo que se aposentava, Józef Kowalczyk. Ele foi instalado na Catedral de Gniezno em 7 de junho de 2014.